# Biron, Pyrénées-Atlantiques
Biron là một xã thuộc tỉnh Pyrénées-Atlantiques trong vùng Aquitaine ở tây nam nước Pháp. Xã này nằm ở khu vực có độ cao trung bình 76 mét trên mực nước biển.